# Мельянцев, Виталий Альбертович
Вита́лий Альбе́ртович Мелья́нцев (род. 20 января 1956, Москва) — российский экономист-международник. Доктор экономических наук (1996), профессор (1998), член-корреспондент РАН со 2 июня 2022 года.

## Биография
Окончил Институт стран Азии и Африки при МГУ им. М. В. Ломоносова (1977).
В 1981 году защитил кандидатскую диссертацию «Экономический рост стран Магриба». 21 июня 1995 года защитил докторскую диссертацию «Экономический рост стран Востока и Запада в долгосрочной ретроспективе» (официальные оппоненты А. Е. Грановский, А. И. Динкевич и Ю. М. Осипов).
Заведующий кафедрой международных экономических отношений стран Азии и Африки ИСАА (c 1996). Заслуженный профессор МГУ (2009). Читает курсы «Экономика стран Азии и Африки», «Современные методы научных исследований», «Динамика и факторы развития мирового капитализма», «Расчеты и международные сравнения макроэкономических индикаторов», «Факторы международной конкурентоспособности», «Экономика арабских стран».
Член редколлегии журнала «Азия и Африка сегодня».

## Основные работы
- «„Восточноазиатская модель“ экономического роста: важнейшие составляющие, достоинства и изъяны» (1998)
- «Информационная революция, глобализация и парадоксы современного экономического роста в развитых и развивающихся странах» (2000)
- учебник «Новая история стран Азии и Африки» (ч. 1-3, 2004).
- «Развитые и развивающиеся страны в эпоху перемен: сравнительная оценка эффективности роста в 1980—2000-е гг.» (2009)
- «Анализ важнейших трендов глобального экономического роста» (2013)
- «Долгосрочные тенденции, контртенденции и факторы экономического роста развитых и развивающихся стран» (2015)
- «Очерки макроэкономического и финансового развития стран Востока и Запада: 1980—2010-е гг.» (соавт., 2019)